# Jurriën Timber
Jurriën David Norman Timber (* 17. Juni 2001 in Utrecht als Jurriën David Norman Maduro) ist ein niederländischer Fußballspieler. Der Innenverteidiger spielte seit seinem 13. Lebensjahr für Ajax Amsterdam und steht seit 2023 beim FC Arsenal unter Vertrag. Seit Juni 2021 ist er niederländischer A-Nationalspieler.

## Karriere

### Vereine
Jurriën Timber begann mit dem Fußballspielen in seiner Geburtsstadt Utrecht bei DVSU, mit vollem Namen sportvereniging Door Vriendschap Sterk Utrecht, bevor er in die Fußballschule von Feyenoord Rotterdam gewechselt war. In Rotterdam war er bis 2014 zugange und wechselte in der Folge zum Erzrivalen Ajax Amsterdam. Timber gab am 2. November 2018 bei der 2:3-Niederlage im Auswärtsspiel bei SC Cambuur in der Keuken Kampioen Divisie sein Debüt für die zweite Mannschaft (Jong Ajax). In der Folgezeit pendelte er zwischen der A-Jugend (U19) sowie der zweiten Mannschaft, bevor er in der Saison 2019/20 in 24 Partien zum Einsatz gekommen war und dabei in jeder Partie in der Startformation stand. Jurriën Timber wurde dabei überwiegend als Innenverteidiger eingesetzt und gab des Weiteren bereits am 7. März 2020 beim 3:1-Sieg im Auswärtsspiel bei SC Heerenveen sein Debüt für die Profimannschaft in der Eredivisie. Wegen der COVID-19-Pandemie wurde die Saison 2019/20 vorzeitig abgebrochen.
In der Saison 2020/21 kam der gebürtige Utrechter im Ligaalltag in 20 von 34 Spielen zum Einsatz und stand in 16 Partien in der Startelf. In der Hinrunde der besagten Saison fehlte Timber wegen einer Oberschenkelverletzung sowie wegen einer Entzündung der Bauchspeicheldrüse, doch in der Rückrunde erkämpfte er sich einen Stammplatz und wurde dabei abwechselnd als rechter Außenverteidiger oder als Innenverteidiger eingesetzt.
Zur Saison 2023/24 wechselte er zum FC Arsenal in die Premier League. Im ersten Ligaeinsatz für seinen neuen Verein erlitt er im Spiel gegen Nottingham Forest am 12. August 2023 einen Kreuzbandriss.

### Nationalmannschaft
Jurriën Timber spielte einmal für die U15- und dreimal für die U16-Nationalmannschaft. Mit der U17-Nationalmannschaft nahm er an der Europameisterschaft 2018 in England teil, an dessen Ende der Titel gewonnen werden konnte. Mit Ausnahme des letzten Gruppenspiels gegen Serbien kam Timber in jedem Spiel zum Einsatz und erzielte im Finale gegen Italien, das nach Elfmeterschießen gewonnen wurde, die zwischenzeitliche 1:0-Führung für seine Mannschaft. Für die U17-Nationalmannschaft bestritt er insgesamt 13 Einsätze. Zwischen 2018 und 2019 spielte Timber für die U19-Nationalelf. Am 4. September 2020 kam er beim 7:0-Sieg im EM-Qualifikationsspiel gegen die Belarus zu seinem Debüt für die U21-Nationalmannschaft.
Im Juni 2021 debütierte er im A-Nationalteam, als er in Faro beim 2:2 im Freundschaftsspiel gegen Schottland von Beginn an spielte und nach 69 Minuten für Steven Berghuis ausgewechselt wurde. Im Turnier der darauffolgenden, in zehn europäischen Städten und der asiatischen Stadt Baku ausgetragenen, Europameisterschaft 2021 gehörte er zum Kader; in den Turnieren der Europameisterschaft 2016 in Frankreich und der WM 2018 in Russland waren die Niederländer nicht vertreten. Das Turnier-Aus 2021 ereilte ihn und seine Mannschaft am 27. Juni in Budapest mit der 0:2-Niederlage gegen Tschechien im Achtelfinale, in dem als Einwechselspieler in Erscheinung trag, nachdem er im ersten und dritten Spiel der Gruppe C eingesetzt worden war.

## Erfolge
Nationalmannschaft
- U17-Europameister 2018

Ajax Amsterdam
- Niederländischer Meister 2021, 2022
- Niederländischer Pokal-Sieger 2021
- Niederländischer A-Juniorenmeister 2019
- Niederländischer B-Juniorenmeister 2017

## Auszeichnung
- Johan-Cruijff-Prijs-Träger 2022

## Sonstiges
Jurriën Timber kam am 17. Juni 2001 in Utrecht unter dem Namen Jurriën David Norman Maduro auf die Welt. Nachdem der Vater die Familie verlassen hatte, als Jurriën sieben Jahre alt war, nahmen er und sein Zwillingsbruder Quinten, der ebenfalls Fußball spielt, den Mädchennamen der Mutter an und heißen seitdem Timber.